# جان بي. فليتشير
جان بي. فليتشير (بالإنجليزية: Jean B. Fletcher)‏ هي مهندسة معمارية أمريكية، ولدت في 20 يناير 1915 في بوسطن في الولايات المتحدة، وتوفيت في 13 سبتمبر 1965 بسبب سرطان الثدي.